# 4266 Waltari
A 4266 Waltari (ideiglenes jelöléssel 1940 YE) a Naprendszer kisbolygóövében található aszteroida. Y. Vaisala fedezte fel 1940. december 28-án.